# Jacques de Guyse
Jacques de Guyse (lat. Iacobus de Guisia) (* 1334 in Mons; † 1399 in Valenciennes) war ein Franziskaner und Geschichtsschreiber des späten 14. Jahrhunderts. 

## Leben und Wirken
Nach seinem Studium in Paris, das er mit einem Doktor der Theologie abschloss, kehrte er in den Hennegau zurück. Während sein Bruder Johannes kurzzeitig als Berater Wilhelms III. von Hennegau fungierte, zog sich Jacques in den Konvent Valenciennes zurück, wo er mit der Niederschrift seiner Annalen begann. Sein Hauptwerk sind die umfangreichen Annales Historiae illustrium Principum Hannoniae, in der Jaques de Guyse die Geschichte der Grafschaft Hennegau von ihren mythologischen Anfängen bis etwa in das Jahr 1254 darstellt. Während seine Chronik vorerst keine sonderliche Verbreitung fand, wurde sie ein halbes Jahrhundert später von Jean Wauquelin aus dem Lateinischen in das Mittelfranzösische übertragen und fand reich illuminiert eine größere Verbreitung.

## Werke
- Iacobi de Guisia annales historiae illustrium principum Hanoniae in: Oswald Holder-Egger (Hrsg.): Scriptores (in Folio) 30,1: Supplementa tomorum XVI-XXV. Hannover 1896, S. 44–334 (Monumenta Germaniae Historica, Digitalisat)
- Agricol-Joseph Fortia d’Urban, Histoire de Hainault par Jacques de Guyse, traduite en français avec le texte latin en regard, en 19 vols, Paris, 1826–1838 (Ausgabe mit französischer Übersetzung).